# Medelhavsspelen 1951
De första Medelhavsspelen arrangerades 5-20 oktober 1951 i Alexandria i Egypten. Endast tävlingar för herrar genomfördes.

## Resultat

### 100 m
1. Stefanos Petrakis, Grekland – 10,9
2. Mauro Frizzoni, Italien – 11,2
3. Vanes Montanari, Italien – 11.2

### 200 m
1. Antonio Siddi, Italien – 22,0
2. Jacques Degats, Frankrike – 22,1
3. Vanes Montanari, Italien – 22,1

### 400 m
1. Jacques Degats, Frankrike – 47,8
2. Antonio Siddi, Italien – 47,9
3. Zvonimir Sabolovic, Jugoslavien – 48,6

### 800 m
1. Patrick El Mabrouk, Tunisien – 1.50,9
2. Michel Clare, Frankrike – 1.54,2
3. Ekrem Koçak, Turkiet – 1.54,7

### 1 500 m
1. Patrick El Mabrouk, Tunisien – 3.55,8
2. Cahit Önel, Turkiet – 3.56,9
3. Zdravko Ceraj, Jugoslavien – 4.01,5

### 5 000 m
1. Alain Mimoun, Frankrike – 14.38,3
2. Zdravko Ceraj, Jugoslavien – 15.05,2
3. Stefan Pavlovic, Jugoslavien – 15.05,5

### 10 000 m
1. Alain Mimoun, Frankrike – 31.07,9
2. Franjo Mihalic, Jugoslavien – 31.42,8
3. Mustafa Özcan, Turkiet – 34.27,5

### Maraton
1. Ahmet Aytar, Turkiet – 3:07.25
2. Athanasios Ragazos, Grekland – 3:21.32
3. Mohamed Omram, Egypten – 3:29.34

### 110 m häck
1. Jean-François Brisson, Frankrike – 15,5
2. Ioannis Kampadelis, Grekland – 15,8
3. Mustafa Batman, Turkiet – 15,8

### 400 m häck
1. Armando Filoiput, Italien – 53,8
2. Dogan Acarbay, Turkiet – 55,1
3. Igor Župancic, Jugoslavien – 55,4

### 3 000 m hinder
1. Božidar Djuraskovic, Jugoslavien – 9.36,5
2. Petar Šegedin, Jugoslavien – 9.39,2
3. Mustafa Özcan, Turkiet – 9.44,9

### Höjdhopp
1. Georges Damitio, Frankrike – 2,00
2. Papa-Gallo Thiam, Frankrike – 1,90
3. Mihajlo Dimitrijevic, Jugoslavien – 1,80

### Längdhopp
1. Boris Brnad, Jugoslavien – 7,28
2. Dimitrios Kipuros, Grekland - 6,96
3. Avni Akgün, Turkiet – 6,85

### Stavhopp
1. Victor Sillon, Frankrike – 4,00
2. Rigas Efstatiadis, Grekland – 4,00
3. Theodoros Balafas, Grekland – 3,90

### Trestegshopp
1. Akin Altiök, Turkiet – 14,15
2. Victor Sillon, Frankrike – 14,13
3. Fawsi Shaban, Egypten – 14,09

### Kulstötning
1. Konstantinos Yataganas, Grekland – 15,03
2. Angiolo Profeti, Italien – 15,02
3. Nuri Turan, Turkiet – 14,61

### Diskuskastning
1. Giuseppe Tosi, Italien – 48,49
2. Nikolaos Syllas, Grekland – 46,07
3. Konstantinos Yataganas, Grekland – 43,18

### Släggkastning
1. Teseo Taddia, Italien – 52,33
2. Ivan Gubijan, Jugoslavien – 51,91
3. Rudolf Galin, Jugoslavien – 50,43

### Spjutkastning
1. Branko Dangubic, Jugoslavien – 65,82
2. Halil Ziraman, Turkiet – 63,62
3. Vassilios Kallimanis, Grekland – 59,57

### Tiokamp
1. Folis Kosmas, Grekland – 5 135 p
2. Lorenzo Vecchiutti,Italien – 5 001 p
3. Rashid Khadr, Egypten – 4 798 p

### Stafett 4 x 100 m
1. Italien – 42,4
2. Grekland – 43,5
3. Jugoslavien – 43,9

### Stafett 4 x 400 m
1. Frankrike – 3.19,5
2. Jugoslavien – 3.23,9
3. Turkiet – 3.25,5

### Fotnoter
1. ↑  ”Mediterranean Games” (på engelska). Greklands olympiska kommitté. Arkiverad från originalet den 2 oktober 2017. https://web.archive.org/web/20171002214607/http://www.hoc.gr/en/node/826. Läst 19 juli 2017.